# محبوب حسین روکسی
محبوب حسین روکسی (بنگالی: মাহাবুব হোসেন রক্সি؛ زادهٔ ۱۰ اکتبر ۱۹۷۵) بازیکن سابق و مربی فوتبال اهل بنگلادش است.
از باشگاه‌هایی که در آن بازی کرده است می‌توان به باشگاه فوتبال باشوندارا کینگز اشاره کرد.
وی همچنین در تیم‌های ملی فوتبال زیر ۲۳ سال بنگلادش و بنگلادش بازی کرده است.